# Сиковщина
Сиковщина — деревня в Сунском районе Кировской области в составе Большевистского сельского поселения.

## География
Находится на расстоянии примерно 10 км по прямой на север-северо-запад от районного центра поселка Суна.

## История
Известна с 1702 года как починок Сиковской Успенского Трифонова монастыря с 2 дворами, в 1764 уже числилось 153 жителя (почти все монастырские крестьяне). В 1873 учтено было дворов 21 и жителей 150, в 1905 23 и 227, в 1926 33 и 139, в 1989 оставалось 54 жителя. Нынешнее название закрепилось с 1939 года.

## Население
Постоянное население составляло 44 человека (русские 100 %) в 2002 году, 12 в 2010.